# Cryptochrysa
Cryptochrysa is een monotypisch geslacht van insecten uit de familie van de Spinneruilen, die tot de orde vlinders (Lepidoptera) behoort.

## Soorten
- C. auripennis Schaus, 1912